# Subocz (miasteczko)
Subocz (lit. Senasis Subačius lub Subačius (miestelis)) – miasteczko na Litwie, położone w okręgu poniewieskim, w rejonie kupiszeckim. Dla odróżnienia od sąsiedniego miasta Subocz (zwanego także Subocz-dworzec (Subačius-stotis), które powstało po wybudowaniu linii kolejowej z Kupiszek do Poniewieża w 1873 (fragment linii Radziwiliszki-Dyneburg), nazywane jest Starą Suboczą (Senasis Subačius) lub Suboczą-miasteczkiem (Subačius miestelis). Liczy 149 mieszkańców (2011).